# X-Scream
De X-Scream is een Thrill ride op de wolkenkrabber Stratosphere in Las Vegas. 
De attractie is gebouwd op 264 meter hoogte en hangt tijdens de rit over de rand van het gebouw, waardoor het lijkt of je naar beneden valt.
De baan bevat een enkel karretje, dat op een rail heen en weer rolt, door de rail op en neer te bewegen. De lengte van de rail is relatief kort, 21 meter, maar omdat je 8 meter voorbij de rand van het gebouw rolt, wordt de ervaring spectaculair gevonden door veel mensen. 